# جيرالدين غالفان
جيرالدين غالفان (بالإسبانية: Geraldine Galván)‏ هي ممثلة مكسيكية، ولدت في 30 أغسطس 1992 في المكسيك.

## وصلات خارجية
- جيرالدين غالفان على موقع IMDb (الإنجليزية)
- جيرالدين غالفان على موقع قاعدة بيانات الفيلم (الإنجليزية)
- جيرالدين غالفان على موقع كينوبويسك (الروسية)